# Port lotniczy Ko Samui
Port lotniczy Ko Samui (IATA: USM, ICAO: VTSM) – prywatny port lotniczy położony na wyspie Ko Samui, w Tajlandii.